# كريس نونيز
كريس نونيز (بالإنجليزية: Chris Núñez)‏ هو رائد أعمال ومذيع أمريكي، ولد في 11 أبريل 1973 في ميامي في الولايات المتحدة.

## وصلات خارجية
- كريس نونيز على موقع IMDb (الإنجليزية)
- كريس نونيز على موقع قاعدة بيانات الفيلم (الإنجليزية)